# Gare de Marshall
La gare de Marshall (ou Texas and Pacific Railroad Depot) est une gare ferroviaire des États-Unis établie sur le territoire de Marshall dans l'État du Texas.
Elle abrite également un musée.

## Histoire
Elle est mise en service en 1912.

## Service des voyageurs

### Desserte
Ligne d'Amtrak : Le Texas Eagle: Los Angeles - Chicago.